# 顺庆堂 (诏安)
顺庆堂即沈氏家庙，位于中国福建省漳州市诏安县南诏镇城内东门中街北侧，文昌宫东侧，天宠重褒坊与诰敕申貤坊之间。该处原为明代南诏驿旧址，清乾隆时改为祠堂，为诏安沈氏桔林祖衍派第二十世温恭祖（沈显）祖祠。建筑由大门、正厅、两廊和两厢组成，其中大门五间，正厅三间，均为悬山顶建筑，大门匾额由沈洲题写。